# Manuel Rubio
Manuel Rubio Velasco (Madrid, 18 de mayo de 1975) es un exfutbolista español que jugaba de portero. Su último equipo fue el Club Deportivo Leganés.

## Carrera deportiva
Nacido en Madrid, Manuel Rubio, se formó en las categorías inferiores del Club Deportivo Leganés, siendo parte del equipo filial desde 1995 a 1997, cuando fichó por el Club Atlético de Madrid, para jugar en su segundo equipo, que se encontraba en Segunda División. 
Durante la temporada 1997-98 apenas disputó partidos con el filial rojiblanco, mientras que en la temporada siguiente se convirtió en el portero titular del segundo equipo del Atlético, yendo convocado incluso con el Atlético de Madrid, aunque no llegó a debutar en Primera División.
La temporada 1999-00 fue su último año en el Atlético, ya que tras el descenso obligado del filial a Segunda División B decidió marcharse a otro equipo de Segunda División. Así, terminó fichando por el Levante, con el que tuvo escasa participación en la temporada 2000-01, regresando al Leganés, pero esta vez para jugar en su primer equipo, que se encontraba también en Segunda División.
Después de disputar sólo 18 partidos en el Leganés se marchó a la Cultural Leonesa, que se encontraba en Segunda División B, donde si tuvo continuidad, al disputar 37 partidos con el club leonés. Pese a ello, dejó el club leonés para fichar por su máximo rival para la temporada siguiente: la Ponferradina.
Con la Ponferradina logró por primera vez estabilidad en su carrera, ya que se mantuvo en el club del Bierzo durante seis temporadas, donde obtuvo dos títulos de Segunda División B, y un ascenso a Segunda División, logrado en la temporada 2005-06. 
Durante la estancia de la Ponferradina en Segunda División en la temporada 2006-07 fue el portero titular del conjunto berciano. La nota negativa para él y para su equipo fue el descenso nuevamente a Segunda B.
En 2009 dejó la Ponferradina para fichar por la recién creada Unión Deportiva Logroñés, que disputaba en la temporada 2009-10 su primera temporada como club, y lo hacía en Segunda División B. Rubio fue indiscutible en su puesto en las dos temporadas que estuvo en el club riojano.
Finalmente, en la temporada 2012-13 se retiraría, jugando en esta en el Leganés.

## Clubes
| Club                 | País   | Año         |
| -------------------- | ------ | ----------- |
| Leganés B            | España | 1995 - 1997 |
| Atlético de Madrid B | España | 1997 - 2000 |
| Levante              | España | 2000 - 2001 |
| Leganés              | España | 2001 - 2002 |
| Cultural Leonesa     | España | 2002 - 2003 |
| Ponferradina         | España | 2003 - 2009 |
| UD Logroñés          | España | 2009 - 2011 |
| Leganés              | España | 2012 - 2013 |